# You Gotta Go There to Come Back
You Gotta Go There to Come Back – czwarty album walijskiej rockowej grupy Stereophonics. Został wydany w czerwcu 2003 przez wytwórnię V2.

## Lista utworów
1. "Help Me (She's Out of Her Mind)" – 6:55
2. "Maybe Tomorrow" – 4:33
3. "Madame Helga" – 3:55
4. "You Stole My Money Honey" – 4:18
5. "Getaway" – 4:08
6. "Climbing the Wall" – 4:55
7. "Jealousy" – 4:26
8. "I'm Alright (You Gotta Go There to Come Back)" – 4:36
9. "Nothing Precious at All" – 4:20
10. "Rainbows and Pots of Gold" – 4:11
11. "I Miss You Now" – 4:50
12. "High as the Ceiling" – 3:19
13. "Since I Told You It's Over" – 4:43

Utwór "Moviestar" pojawia się jedynie na późniejszych wydaniach albumu, razem z DVD zawierającym wideoklipy do singli. W Japonii utworem bonusowym był "Lying to Myself Again".